# イブン・トファイル
イブン・トゥファイル（Abu Bakr Muhammad ibn Abd al-Malik ibn Muhammad ibn Tufail al-Qaisi  al-Andalusi ‏أبو بكر محمد بن عبد الملك بن محمد بن طفيل القيسي الأندلسي‎、1105年-1185年）は、スペイン・アンダルシア地方で活躍したイスラーム哲学者。西方イスラーム哲学においてイブン・バーッジャとイブン・ルシュドを繋ぐ大事な思想家である。ヨーロッパ語圏ではラテン語されたアブバーケル (Abubacer) の名でも知られている。

## 経歴
グラナダ近郊のグアディクスの生まれ。哲学者イブン・バーッジャの門下生であったと言われている。50歳近くになった、1154年頃から侍医としてムワッヒド朝（アルモハド朝）と接触するようになった。時のアミール、アブー・ヤアクーブ・ユースフ1世の振興した哲学復興に多大な貢献をした人物で、カリフからも絶大な信頼を得ていた。トファイルはカリフの保護の下、アリストテレスやプラトン、イスラームの哲学・神学者らの研究し代表作「ヤクザーンの子ハイイ」（Hayy ibn Yaqthan）をのこした。1183年に高齢により引退するまで王朝で絶大な力を持っていた。なお、高齢による引退時、トゥファイルが自身が務めた侍医の後継として推薦した人物が哲学者イブン・ルシュド（アヴェロエス）である。1185年にモロッコにて80歳で死去。
トゥファイルは、代表作『ヤクザーンの子ハイイの物語』という小説形式によった哲学書によって、社会の問題のほか、宗教と哲学の問題を論じた。この小説によると、トファイルによれば、哲学的な最高の真理こそが真の幸福をもたらすものであるとし、宗教はそれを知性が低い一般の人たちに象徴的に知らせるものであるという。トゥファイルは究極的には目指すところは一致するというが、それでも宗教よりも哲学を優位に置く立場を説いている。これは、後のアヴェロエスにも通じている基本精神とも捉えられる。しかし、これは当時のイスラームの宗教家はもちろんの事、知性が低いと称された一般の人たちからも反哲学的な感情を与えるきっかけにもなった。
『ヤクザーンの子ハイイの物語』にはモリヌークス問題に類似した問題も記載されている。

## 参考資料
- 中世思想原典集成.11　イスラーム哲学 平凡社 2000年）

『ヤクザーンの子ハイイの物語』の日本語訳が収録されている。